# Modelo no aleatorio de dos líquidos

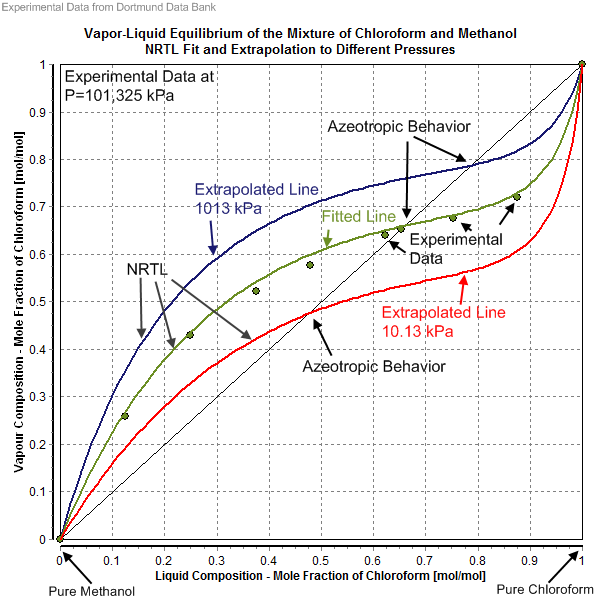
El VLE de la mezcla de cloroformo y metanol más ajuste NRTL y extrapolación a diferentes presiones

El modelo no aleatorio de dos líquidos
 (abreviado como NRTL por sus siglas en inglés de non-random two-liquid model) es un modelo de coeficiente de actividad que correlaciona los coeficientes de actividad de un compuesto con sus fracciones molares en la fase líquida correspondiente. Se aplica frecuentemente en el campo de la ingeniería química para calcular los equilibrios de fase. El concepto de NRTL se basa en la hipótesis de Wilson de que la concentración local alrededor de una molécula es diferente de la concentración de la masa. Esto se debe a la diferencia entre la energía de interacción de la molécula central con las moléculas de su propio tipo y la de las moléculas del otro tipo.
La diferencia de energía también introduce una no aleatoriedad a nivel molecular local. El modelo NRTL pertenece a los llamados modelos de composición local. Otros modelos de este tipo son el modelo Wilson, el modelo UNIQUAC y el modelo de contribución de grupo UNIFAC. Estos modelos de composición local no son termodinámicamente consistentes para un modelo de un fluido para una mezcla real debido a la suposición de que la composición local alrededor de la molécula {\displaystyle i} es independiente de la composición local alrededor de la molécula. Esta suposición no es cierta, como lo demostró Flemr en 1976.

 Sin embargo, son consistentes si se utiliza un modelo hipotético de dos líquidos. 

## Esquemas para una mezcla binaria
Para una mezcla binaria se utiliza el siguiente grupo de funciones:

{\displaystyle \left\{{\begin{matrix}\ln \ \gamma _{1}=x_{2}^{2}\left[\tau _{21}\left({\frac {G_{21}}{x_{1}+x_{2}G_{21}}}\right)^{2}+{\frac {\tau _{12}G_{12}}{(x_{2}+x_{1}G_{12})^{2}}}\right]\\\\\ln \ \gamma _{2}=x_{1}^{2}\left[\tau _{12}\left({\frac {G_{12}}{x_{2}+x_{1}G_{12}}}\right)^{2}+{\frac {\tau _{21}G_{21}}{(x_{1}+x_{2}G_{21})^{2}}}\right]\end{matrix}}\right.}
{\displaystyle \left\{{\begin{matrix}\ln \ G_{12}=-\alpha _{12}\ \tau _{12}\\\ln \ G_{21}=-\alpha _{21}\ \tau _{21}\end{matrix}}\right.}
En la expresión anterior se recogen los parámetros de interacción sin dimensiones ({\displaystyle \tau _{12}} y {\displaystyle \tau _{21}}), que están relacionados a su vez con los parámetros de interacción de energía {\displaystyle \Delta g_{12}} y {\displaystyle \Delta g_{21}} según:
{\displaystyle \left\{{\begin{matrix}\tau _{12}={\frac {\Delta g_{12}}{RT}}={\frac {U_{12}-U_{22}}{RT}}\\\tau _{21}={\frac {\Delta g_{21}}{RT}}={\frac {U_{21}-U_{11}}{RT}}\end{matrix}}\right.}
Donde R es la constante de los gases ideales y T es la temperatura absoluta, y Uij es la energía entre la superficie molecular i y j. Uii es la energía de evaporación. Aquí Uij tiene que ser igual a Uji, pero {\displaystyle \Delta g_{ij}}, no necesariamente debe ser igual a {\displaystyle \Delta g_{ji}}.
Los parámetros {\displaystyle \alpha _{12}} y {\displaystyle \alpha _{21}} son los llamados parámetros no aleatorios, para los que normalmente {\displaystyle \alpha _{12}} es igual a {\displaystyle \alpha _{21}}. Para un líquido, en el que la distribución local es aleatoria alrededor de la molécula central, el parámetro {\displaystyle \alpha _{12}=0}. En ese caso, las ecuaciones se reducen al parámetro Modelo de actividad de Margules:
{\displaystyle \left\{{\begin{matrix}\ln \ \gamma _{1}=x_{2}^{2}\left[\tau _{21}+\tau _{12}\right]=Ax_{2}^{2}\\\ln \ \gamma _{2}=x_{1}^{2}\left[\tau _{12}+\tau _{21}\right]=Ax_{1}^{2}\end{matrix}}\right.}
En la práctica, {\displaystyle \alpha _{12}} se ajusta a 0,2, 0,3 o 0,48. Este último valor se utiliza frecuentemente en sistemas acuosos. El alto valor refleja la estructura ordenada causada por los enlaces de hidrógeno. Sin embargo, en la descripción de los equilibrios líquido-líquido, el parámetro de no aleatoriedad se ajusta a 0,2 para evitar una descripción errónea líquido-líquido. En algunos casos se obtiene una mejor descripción de los equilibrios de fase estableciendo {\displaystyle \alpha _{12}=-1}.
 No obstante, esta solución matemática es imposible desde un punto de vista físico, ya que ningún sistema puede ser más aleatorio que el aleatorio ({\displaystyle \alpha _{12}} =0). 
En general, NRTL ofrece más flexibilidad en la descripción de los equilibrios de fase que otros modelos de actividad, debido a los parámetros extra no aleatorios. Aunque, en la práctica esta flexibilidad se reduce para evitar una descripción de equilibrio erróneo fuera del rango de datos regresados.
Los coeficientes de actividad límite, también conocidos como coeficientes de actividad a dilución infinita, se calculan con la siguiente ecuación:
{\displaystyle \left\{{\begin{matrix}\ln \ \gamma _{1}^{\infty }=\left[\tau _{21}+\tau _{12}\exp {(-\alpha _{12}\ \tau _{12})}\right]\\\ln \ \gamma _{2}^{\infty }=\left[\tau _{12}+\tau _{21}\exp {(-\alpha _{12}\ \tau _{21})}\right]\end{matrix}}\right.}
Las expresiones muestran que a {\displaystyle \alpha _{12}=0} , los coeficientes de actividad límite son iguales. Esta situación, que se produce para moléculas de igual tamaño pero de diferentes polaridades, también muestra, ya que se dispone de tres parámetros, que son posibles múltiples conjuntos de soluciones.

## Ecuaciones generales
La ecuación general para {\displaystyle \ln(\gamma _{i})}  para especies {\displaystyle i} en una mezcla de componentes de {\displaystyle n} es:.
{\displaystyle \ln(\gamma _{i})={\frac {\displaystyle \sum _{j=1}^{n}{x_{j}\tau _{ji}G_{ji}}}{\displaystyle \sum _{k=1}^{n}{x_{k}G_{ki}}}}+\sum _{j=1}^{n}{\frac {x_{j}G_{ij}}{\displaystyle \sum _{k=1}^{n}{x_{k}G_{kj}}}}{\left({\tau _{ij}-{\frac {\displaystyle \sum _{m=1}^{n}{x_{m}\tau _{mj}G_{mj}}}{\displaystyle \sum _{k=1}^{n}{x_{k}G_{kj}}}}}\right)}}
donde:
{\displaystyle G_{ij}=\exp \left({-\alpha _{ij}\tau _{ij}}\right)}
{\displaystyle \alpha _{ij}=\alpha _{ij_{0}}+\alpha _{ij_{1}}T}
{\displaystyle \tau _{i,j}=A_{ij}+{\frac {B_{ij}}{T}}+{\frac {C_{ij}}{T^{2}}}+D_{ij}\ln {\left({T}\right)}+E_{ij}T^{F_{ij}}}
Hay varias formas de ecuaciones diferentes para {\displaystyle \alpha _{ij}} y {\displaystyle \tau _{ij}}, las más generales se muestran arriba.

## Parámetros dependientes de la temperatura
Para describir los equilibrios de fase en un régimen de temperatura elevado, es decir, superior a 50 K, el parámetro de interacción debe ser dependiente de la temperatura. Se utilizan con frecuencia dos formatos, siendo el primero de ellos el formato ecuación de Antoine extendido:
{\displaystyle \tau _{ij}=f(T)=a_{ij}+{\frac {b_{ij}}{T}}+c_{ij}\ \ln \ T+d_{ij}T}
Donde los términos logarítmicos y lineales se utilizan principalmente en la descripción de los equilibrios líquido-líquido (brecha de miscibilidad).
El otro formato es una expresión polinómica de segundo orden:
{\displaystyle \Delta g_{ij}=f(T)=a_{ij}+b_{ij}\cdot T+c_{ij}T^{2}}

## Determinación de parámetros
Los parámetros NRTL se ajustan a los coeficientes de actividad que se han obtenido a partir de datos de equilibrio de fase determinados experimentalmente (vapor-líquido, líquido-líquido, sólido-líquido), así como de los calores de mezcla. La fuente de los datos experimentales son a menudo bases de datos factuales como la Base de datos de Dortmund. Otras opciones son el trabajo experimental directo y los coeficientes de actividad previstos con UNIFAC y modelos similares.
Cabe destacar que, para una misma mezcla pueden existir varios conjuntos de parámetros NRTL. El parámetro NRTL a utilizar depende del tipo de equilibrio de fase (es decir, sólido-líquido (SL), líquido-líquido (LL), vapor-líquido (VL)). En el caso de la descripción de un equilibrio vapor-líquido es necesario saber qué presión de vapor saturado de los componentes puros se utilizó y si la fase gaseosa fue tratada como un gas ideal o real. Los valores exactos de la presión de vapor saturado son importantes en la determinación o la descripción de un azeótropo. Los coeficientes de fugacidad de gas se ajustan en la mayoría de los casos a la unidad (hipótesis de gas ideal), pero para los equilibrios vapor-líquido a altas presiones (es decir, > 10 bar) se necesita una ecuación de estado para calcular el coeficiente de fugacidad del gas para una descripción real de este.
La determinación de los parámetros NRTL a partir de datos experimentales de equilibrio LL o VL sigue siendo un problema complejo, ya que implica resolver ecuaciones de isoactividad o isofugacidad que son altamente no lineales. Además, los parámetros obtenidos pueden no representar siempre el comportamiento experimental que se está intentando correlacionar.

 Por esta razón es necesario confirmar la consistencia termodinámica de los parámetros obtenidos en todo el rango de composiciones (incluyendo subsistemas binarios, medidas experimentales y calculadas, análisis de la posible existencia de puntos pliegue, matriz hessiana, etc.), utilizando para ello por ejemplo el criterio de estabilidad de fases de la menor tangente común y la Energía Libre de Gibbs de las fases implicadas.

 En este punto, también es necesario destacar que el modelo NRTL presenta diferentes relaciones entre sus parámetros de interacción binaria que pueden definir fronteras para diferentes regiones y  comportamientos de equilibrio, en relación por ejemplo, con la miscibilidad de las fases en el caso del LLE, o la existencia de diferentes tipos. de azeótropos en el caso del VLE o VLLE.